# Cryptic Slaughter
Cryptic Slaughter war eine Crossover-Thrash/Hardcore-Punk-Band aus Santa Monica, Kalifornien.

## Bandgeschichte
Cryptic Slaughter wurden 1984 von Les Evans (damals 17 Jahre alt), Scott Peterson (damals 14) und Adam Scott (damals 15), welche sich von ihrer gemeinsamen Teilnahme in der American Youth Soccer League (AYSO) kannten, gegründet. Kurz nach ihrer Gründung stieß Bill Crooks (damals 15), ein Freund von Adam und Scott und ebenfalls Fußballer, zu ihnen.
Adam Scott verließ die Band jedoch nach einigen Monaten auf Grund von Konflikten mit seinen Eltern und in der Schule.
Ihr erstes Demo, Life in Grave, wurde 1985 aufgenommen und fand in der aufkeimenden Tape-Trading-Szene schnell anklang. Ihre erste LP, Convicted, wurde 1985 auf Death/Metal Blade Records, welche auch Bands wie D.R.I., Corrosion of Conformity, Dr. Know, The Mentors und Beyond Possession beheimateten, veröffentlicht. Innerhalb des ersten Jahres wurde Convicted über 25.000 mal verkauft und brachte Cryptic Slaughter den Ruf einer der schnellsten Hardcore Bands der damaligen Zeit ein.
Ihr nächstes Album, Money Talks, wurde 1987 veröffentlicht und wird von vielen Fans als das beste Cryptic Slaughter Album gesehen. Durch die Mischung von erbarmungslosen Gitarrenriffs mit extremer Geschwindigkeit übertraf der Erfolg von Money Talks sogar den des Vorgängers Convicted mit 35.000 verkauften Exemplaren innerhalb des ersten Jahres.
Das originale Line-up nahm 1988 sein letztes Studioalbum namens Stream of Consciousness auf. Da die Band mit den Aufnahmefortschritten und den Ergebnissen der Studioarbeit unzufrieden war, nahmen die bandinternen Probleme weiter zu. Sie trennten sich auf Tour im Sommer, bevor das Album veröffentlicht wurde und gaben ihr letztes Konzert in Detroit am 14. Juli 1988.
Kurz nachdem sie von der Tour zurückgekehrt waren, suchten Gitarrist Les Evans und Bassist Rob Nicholson jedoch ein neues Mitglied. Eli Nelson trat der Band bei und Cryptic Slaughter setzten ihre Arbeit fort, gingen aber musikalisch in eine andere Richtung. Dieses neue Line-up war allerdings nicht von Dauer und Les Evans zog im Mai 1989 nach Portland, um die Band mit komplett neuen Mitgliedern neuzugründen. Eines dieser neuen Mitglieder war Brian Lehfeldt von der Band "Wehrmacht". Das letzte Cryptic Slaughter-Album namens Speak Your Peace ging, stark geprägt von einer sich verändernden Musikszene, musikalisch in eine komplett andere Richtung als die vorherigen Veröffentlichungen.
Cryptic Slaughter werden oft zusammen mit Bands wie D.R.I. und Corrosion of Conformity als einer der Vorreiter des Crossover Thrash, einer Mischung aus Thrash Metal und Hardcore Punk, bezeichnet.
2003 brachte Relapse Records Wiederveröffentlichungen von Convicted und Money Talks mit Bonustracks, welche aus Demotracks und Liveaufnahmen bestehen, heraus.

## Mitglieder
- Bill Crooks – Gesang, 1984–1988
- Dave Hollingsworth – Gesang, 1989–1990
- Les Evans – E-Gitarre, 1984–1990
- Rob Nicholson – E-Bass, 1984–1988
- Bret Davis – E-Bass, 1989–1990
- Scott Peterson – Schlagzeug, 1984–1988
- Brian Lehfeldt – Schlagzeug, 1989–1990
- Adam Scott – 1984–1985

## Diskographie

### Demos
- "Life in Grave" (1985)

### EPs
- "Banned in S.M." (2003, Relapse Records)

### Studio-Alben
- "Convicted" (1986, Metal Blade Records)
- "Money Talks" (1987, Metal Blade Records)
- "Stream of Consciousness" (1988, Metal Blade Records)
- "Speak Your Peace" (1990, Metal Blade Records)

## Wissenswertes
- Napalm Death coverten "Lowlife" auf ihrem 2004er Album Leaders Not Followers: Part 2 und "M.A.D." auf ihrem Album Scum.
- Bassist Rob Nicholson spielte zeitweise mit Rob Zombie als Mr. Blasko und spielt nun Bass für Ozzy Osbourne.
- Die Powerviolence-Band Spazz coverten "M.A.D" auf ihrem 1997er Album La Revancha.
- "Lowlife" fand im Soundtrack zum Videospiel "Tony Hawk’s Project 8" Verwendung.
- Eine Kopie des Albums Convicted ist im Pilotfilm zur Serie 21 Jump Street in den Händen von Johnny Depp zu sehen.
- Cryptic Slaughter finden im Buch Sound of the Beast, the Complete Headbanging History of Heavy Metal Erwähnung.
- Die Grindcore-Band Catheter coverten "Lowlife" auf ihrer Split mit Birdflesh.